# Rappoldkogel
Rappoldkogel är en bergstopp i Österrike.   Den ligger i distriktet Voitsberg och förbundslandet Steiermark, i den östra delen av landet, 170 km sydväst om huvudstaden Wien. Toppen på Rappoldkogel är 1 928 meter över havet, eller 545 meter över den omgivande terrängen. Bredden vid basen är 4,2 km.
Terrängen runt Rappoldkogel är huvudsakligen lite bergig. Närmaste större samhälle är Zeltweg, 15,0 km nordväst om Rappoldkogel. 
I omgivningarna runt Rappoldkogel växer i huvudsak blandskog. Runt Rappoldkogel är det ganska tätbefolkat, med 78 invånare per kvadratkilometer.